# Siren (utwór muzyczny Malcolm Lincoln)
Siren – utwór estońskiego duetu muzycznego Malcolm Lincoln, wydany w formie singla w 2010 i umieszczony na debiutanckiej płycie zespołu pt. Loaded with Zoul.
Utwór zwyciężył w finale programu Eesti Laul 2010 i reprezentował Estonię podczas 55. Konkursu Piosenki Eurowizji.

## Historia utworu

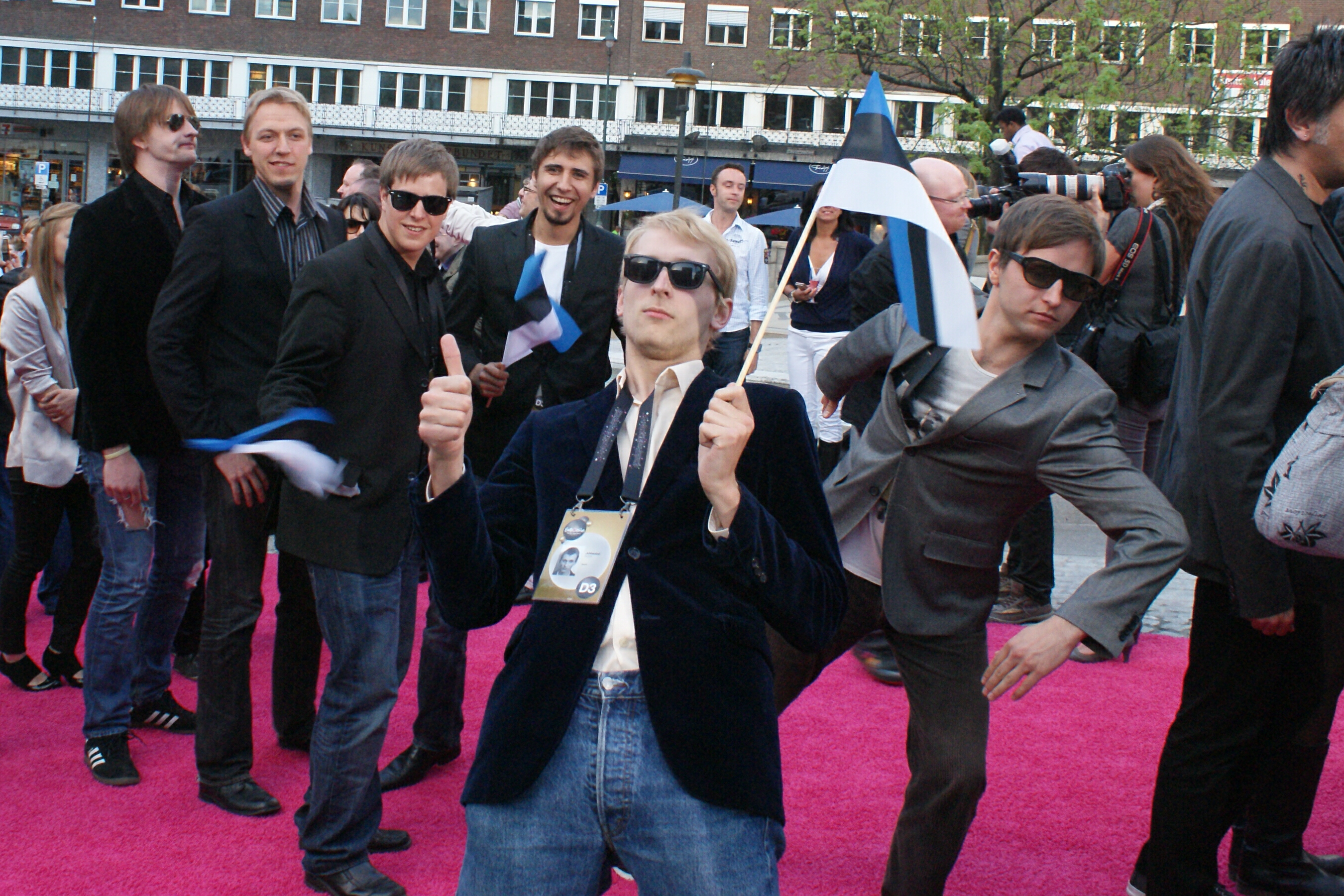
Estońska delegacja podczas ceremonii otwarcia 55. Konkursu Piosenki Eurowizji, maj 2010

Muzykę oraz słowa do piosenki stworzył jeden z wokalistów duetu, Robin Juhkental.
Oficjalny teledysk do utworu miał premierę pod koniec lutego 2010. Reżyserem klipu została Hanna Samoson.
Utwór został wydany w formie singla w kwietniu 2010 nakładem wytwórni Universal Music. Promował także debiutancki album zespołu pt. Loaded with Zoul z 2010.
Utwór został zgłoszony do stawki konkursowej Eesti Laul 2010, jednak nie zakwalifikował się do programu spośród 155 zgłoszonych kandydatur. Z powodu zdyskwalifikowania jednej z piosenek utwór „Siren” zajął jej miejsce w stawce. 12 marca zdobył największe poparcie jurorów i telewidzów (ci przyznali piosence 4 465 głosów), dzięki czemu awansował do drugiej rundy finału, w którym zwyciężył po zdobyciu 54% poparcia widzów (12 001 głosów), dzięki czemu został propozycją reprezentującą Estonię podczas 55. Konkursu Piosenki Eurowizji. 25 maja utwór został wykonany przez zespół w pierwszym półfinale Eurowizji i zajął w nim 14. miejsce, nie zdobywając awansu do finału.

## Lista utworów
CD single
1. „Siren” – 2:56
2. „Siren” (HD Version Video)